# Цифры

Десять западных арабских цифр

Цифры числовой системы майя с западными арабскими эквивалентами

Ци́фры (от ср.-лат. cifra от араб. صفر‎ (ṣifr) «пустой, нуль») — система знаков для записи конкретных значений чисел и других обозначений чего-либо, например кодов субъектов Российской Федерации.
Цифрами называют только такие знаки, которые сами в отдельности описывают определённые числа (так например, знак минуса − или десятичной запятой , хоть и используются для записи чисел, но цифрами не являются). Слово «цифра» в данной статье без уточнения обычно означает один из следующих десяти знаков (арабские цифры):
Существуют также много других систем записи чисел:
- римские цифры: I V X L C D M
- шестнадцатеричные цифры: 0 1 2 3 4 5 6 7 8 9 A B C D E F
- цифры майя: от 0 до 19
- в некоторых языках, например, в церковнославянском, древнегреческом, иврите и др., существует система записи чисел буквами

Во множественном числе в обиходной речи слово цифры также может обозначать «числовые данные», так как любое число записывается набором цифр. Например, выражение «приведём такие „цифры“» на самом деле говорит о числах, и даже когда речь идёт об одном числовом данном, записанном одной цифрой, следует употреблять множественное число. Однако неверно говорить «здесь цифры больше», так как сравниваются не цифры, а числа. Также некорректно говорить «двузначные цифры», так как все цифры состоят из одного знака.
Само слово цифра происходит от арабского صفر (ṣifr) «ничего, ноль» и в современном русском языке пишется через букву «и», в отличие от слов-исключений: цыган, цыплёнок, цыпочки и др.

## Происхождение современных цифр
В древнейшие времена числа обозначались прямолинейными пометками («палочками»); одна палочка изображала единицу, две палочки — двойку и т. д. Этот способ записи происходит от зарубок. Он и поныне сохранился в «римских цифрах» для изображения чисел 1, 2, 3. Индийское происхождение «арабских цифр» было признано в науке лишь в XIX веке. Первым учёным, высказавшим эту, для того времени новую, мысль, был русский востоковед Георгий Яковлевич Кер (1692—1740). Кер с 1731 года служил в Москве переводчиком коллегии иностранных дел.

## Национальные варианты арабско-индийских десятичных цифр
| А | Б | В | Г | Д | Е | Ж | З | И | К | Л | М | Н | О | П | Р | С | Т | У | Ф | Х |
| - | - | - | - | - | - | - | - | - | - | - | - | - | - | - | - | - | - | - | - | - |
| 0 | ٠ | ۰ | ० | ০ | ੦ | ૦ | ୦ | ௦ | ౦ | ೦ | ൦ | ๐ | ໐ | ༠ | ၀ | ០ | ᠐ | ᥆ | ᧐ | ꧐ |
| 1 | ١ | ۱ | १ | ১ | ੧ | ૧ | ୧ | ௧ | ౧ | ೧ | ൧ | ๑ | ໑ | ༡ | ၁ | ១ | ᠑ | ᥇ | ᧑ | ꧑ |
| 2 | ٢ | ۲ | २ | ২ | ੨ | ૨ | ୨ | ௨ | ౨ | ೨ | ൨ | ๒ | ໒ | ༢ | ၂ | ២ | ᠒ | ᥈ | ᧒ | ꧒ |
| 3 | ٣ | ۳ | ३ | ৩ | ੩ | ૩ | ୩ | ௩ | ౩ | ೩ | ൩ | ๓ | ໓ | ༣ | ၃ | ៣ | ᠓ | ᥉ | ᧓ | ꧓ |
| 4 | ٤ | ۴ | ४ | ৪ | ੪ | ૪ | ୪ | ௪ | ౪ | ೪ | ൪ | ๔ | ໔ | ༤ | ၄ | ៤ | ᠔ | ᥊ | ᧔ | ꧔ |
| 5 | ٥ | ۵ | ५ | ৫ | ੫ | ૫ | ୫ | ௫ | ౫ | ೫ | ൫ | ๕ | ໕ | ༥ | ၅ | ៥ | ᠕ | ᥋ | ᧕ | ꧕ |
| 6 | ٦ | ۶ | ६ | ৬ | ੬ | ૬ | ୬ | ௬ | ౬ | ೬ | ൬ | ๖ | ໖ | ༦ | ၆ | ៦ | ᠖ | ᥌ | ᧖ | ꧖ |
| 7 | ٧ | ۷ | ७ | ৭ | ੭ | ૭ | ୭ | ௭ | ౭ | ೭ | ൭ | ๗ | ໗ | ༧ | ၇ | ៧ | ᠗ | ᥍ | ᧗ | ꧗ |
| 8 | ٨ | ۸ | ८ | ৮ | ੮ | ૮ | ୮ | ௮ | ౮ | ೮ | ൮ | ๘ | ໘ | ༨ | ၈ | ៨ | ᠘ | ᥎ | ᧘ | ꧘ |
| 9 | ٩ | ۹ | ९ | ৯ | ੯ | ૯ | ୯ | ௯ | ౯ | ೯ | ൯ | ๙ | ໙ | ༩ | ၉ | ៩ | ᠙ | ᥏ | ᧙ | ꧙ |

А — западные арабские, Б — восточные арабские, В — персидские, Г — деванагари, Д — бенгальские, Е — гурмукхи, Ж — гуджарати, З — ория, И — тамильские, К — телугу, Л — каннада, М — малаялам, Н — тайские, О — лаосские, П — тибетские, Р — бирманские, С — кхмерские, Т — монгольские, У — лимбу, Ф — новые тай лы, Х — яванские

## Использование на монетах
На монетах в Европе индийские цифры впервые появляются в 976 году в Испании, где имелись непосредственные связи с арабами.
Наиболее ранняя русская монета с индийскими цифрами относится к 1654 году. Славянские цифры в последний раз появляются на медных монетах чеканки 1718 или 1721 года.

## Нумерация в книгах
В Европе нумерация страниц большой книги (сочинения итальянского поэта Петрарки) дана впервые индийскими цифрами в 1479 году.